# 拉扎泰
拉扎泰（義大利語：Lazzate），是意大利蒙萨和布里安萨省的一个市镇。总面积5平方公里，人口7573人，人口密度1514.6人/平方公里（2009年）。ISTAT代码为015117。